# Reset

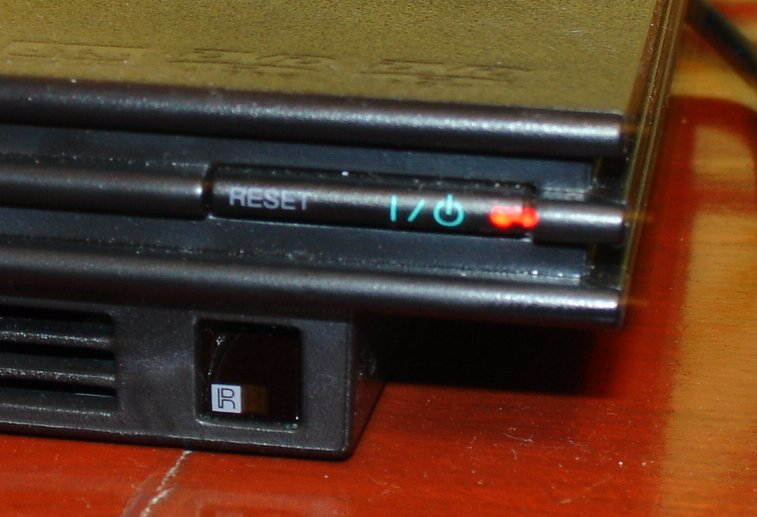
Tlačítko reset

Reset je v počítačové terminologii akce nebo signál, který velmi rychle ukončí chod systému a nastartuje jej znovu od začátku. Běžnými systémy, které se resetují, jsou integrované obvody, mikroprocesory, desky obsahující integrované obvody, nebo celé počítače.
U jednodušších systémů nebo součástek je reset nezbytným a běžně využívaným signálem, typicky se označuje zkratkou RST. U osobních počítačů s běžným operačním systémem je reset nouzovým opatřením, protože náhlým nečekaným ukončením chodu počítače může dojít k porušení nebo ztrátě dat na harddisku – což může v nepříznivém případě vést i k částečnému poškození software počítače a k nutnosti jeho přeinstalace. Přesto je resetování systému signálem šetrnější, než resetování vypnutím a zapnutím napájení.
Reset se vnitřně vždy provádí po připojení napájení systému, kdy drží systém v definovaném stavu dokud není napětí zdroje dostatečně stabilní, aby mohlo dojít ke spolehlivému rozběhu systému. Toto je často zajišťováno resetovacím obvodem, který bývá někdy integrován i s watchdog timerem. V případě, že se systém skládá z více částí mohou resetovací obvody rovněž zajišťovat správné pořadí jejich rozběhu.
Resetátor je zařízení, které dokáže provést reset (případně restart) jiného zařízení. Je užitečný všude tam, kde dochází k "zatuhnutí" různých přístrojů a jednoduché vypnutí a zapnutí dokáže obnovit jejich funkci, typicky jde o různé síťové prvky, např. routery, access pointy apod. Mnohdy obsahuje resetátor i GSM modul, aby jej bylo možno aktivovat vzdáleně pomocí mobilního telefonu.